# Cambio 90
Cambio 90 fue el primer partido político peruano fundado por Alberto Fujimori. En 1989 entró en el espacio político peruano y se convirtió en la mayor fuerza política nacional al año siguiente. Fue el primero de los partidos de inspiración fujimorista.

## Historia
El éxito de este partido dependió en gran medida del rechazo que había generado la clase política tradicional, cuestionada por la población a causas del incumplimiento de sus promesas electorales. En las elecciones de 1990, Alberto Fujimori, Ingeniero agrónomo y ex-rector de la Universidad Nacional Agraria La Molina entre 1984 y 1989, derrotó en segunda vuelta a Mario Vargas Llosa, candidato del Frente Democrático. El lema de Cambio 90 fue «Honradez, Tecnología, Trabajo». Las principales bases de apoyo del partido fueron la Asociación Peruana de Empresas Medias y Pequeñas (APEMIPE) junto al sector informal de trabajadores que se asociaron a APEMIPE, y varios grupos de creyentes evangélicos. Menos del 12 % de la población del Perú eran de religión protestante, pero los evangélicos fueron muy activos al nivel del contacto con el pueblo, justamente donde los partidos políticos tradicionales eran débiles. La tercera fuerza que participó en la fundación del novel partido fueron los llamados «molineros» (profesores, alumnos y trabajadores de la Universidad Agraria La Molina) que el mismo Fujimori convocó, entre ellos a la secretaria del Sindicato de los Trabajadores, Luz Salgado Rubianes de Paredes, a los profesores Andres Reggiardo Sayán, Víctor Díaz Lau (que fue el secretario general de la Presidencia de la República), Víctor Paredes Guerra (presidente del Congreso y de la Cámara de Diputados entre 1990-1991), Victoria Paredes Sánchez, diputada por el Callao y presidenta de la Sociedad de Beneficencia Pública de Lima, Alberto Sato (congresista), Juan Cruzado Mantilla (diputado) y Abraham Pacheco (Subprefecto de Lima).
Seis semanas antes de la primera vuelta electoral que se llevó a cabo el 10 de abril de 1990, Cambio 90 no reunía ni el 4 % del electorado frente al 42 % que tenía el candidato del FREDEMO. Los resultados fueron sorprendentes al otorgarle a Cambio 90 un segundo puesto con más de una cuarta parte de las preferencia. En segunda vuelta obtuvo la victoria.
Sin embargo, su éxito alcanzó a brindarle importante representación en el Congreso peruano pero carecía de una mayoría por sí solo.
El último líder del partido fue Andrés Reggiardo. En las elecciones generales de Perú de 2011, no se presentaron junto a Perú 2011, actual movimiento que aglutina a los partidos fujimoristas, sino junto al Partido Solidaridad Nacional que lideraba Luis Castañeda Lossio.
En diciembre de 2013 Reggiardo relanzó el partido con el nombre de Perú Patria Segura. Con dicho cambio rompió todo tipo de lazos con el fujimorismo, por lo que no comparte la ideología que poseía Cambio 90.

## Resultados electorales

### Elecciones presidenciales
|  | 29.09 % |

|  | 62.32 % |

|  | 64.42 % |

|  | 49.87 % |

|  | 74.33 % |

|  | 7.43 % |

|  | 10.2 % |

### Elecciones parlamentarias

#### Congreso bicameral
|  | 21.7 % |

|  | 16.92 % |

#### Congreso Unicameral
|  | 51.1 % |

|  | 42.2 % |

|  | 4.80 % |

|  | 13.09 % |

|  | 10.22 % |

### Elecciones al Parlamento Andino
|  | 9.30 % |

|  | 9.41 % |

### Elecciones regionales y municipales
| Año  | Gobiernos Regionales | Alcaldías Provinciales | Alcaldías Distritales |
| Año  | Representantes       | Representantes         | Representantes        |
| ---- | -------------------- | ---------------------- | --------------------- |
| 1993 |                      | 4/196                  | 16/1874               |
| 1995 | 0/196                | 21/1874                |                       |